# Reformovaná synagoga (Prešov)
Reformní synagoga v Prešově je historická budova nalézající se v Prešově na Konštantínově ulici č. 7 (čp. 3319), původně synagoga reformní židovské obce ve městě. Synagoga je označována také jako Neologická synagoga nebo Malá synagoga, na rozdíl od Velké synagogy, kterou používá ortodoxní komunita.

## Historie
Již v roce 1830 si Židé v Prešově navzdory protestům městské rady založili vlastní náboženskou obec a v polovině 19. století dosáhl počet židovských obyvatel ve městě dvou set. Prvním představeným obce (a později až do své smrti čestným předsedou) byl Leo Hollander, syn Marcuse Hollandera - prvního Žida, který se v Prešově usadil ještě koncem 18. století. Leo Hollander věnoval veškerý svůj majetek a energii založení vzorné židovské obce ve svém rodném městě a boji za rovnoprávnost Židů v říši.
Ve 30. letech 19. století dal Hollander svůj dům k dispozici pro židovskou modlitebnu a v letech 1847-1849 pak inicioval stavbu první synagogy. Pomáhal mu při tom osvícený rabín, profesor hebrejštiny na evangelické koleji, Dr. Mark Salamon Schiller-Szinessy. Za svou účast na revoluci v roce 1848 byl Schiller-Szinessy stíhán císařskými úřady a musel emigrovat do Anglie, kde se brzy stal řádným profesorem na univerzitě v Cambridgi.
V roce 1887 při velkém požáru města synagoga vyhořela. Na jejím místě byla postavena nová, současná budova, a to především díky finančním prostředkům, které v Anglii shromáždil profesor Schiller-Szinessy. Tato synagoga patřila prešovské reformní židovské obci, která, ač méně početná než ortodoxní, si ve městě udržovala dominantní postavení. Ortodoxní komunita si v letech 1897-1898 postavila vlastní synagogu, která rovněž existuje dodnes.
Před vypuknutím druhé světové války žilo v Prešově nejméně 4 500 Židů. Krátce po skončení války počet Židů ve městě nepřesáhl 1000 a do roku 1989 klesl na přibližně 60 osob. Reformní komunita svou činnost neobnovila. Budovu synagogy převzalo město. V roce 2018 v ní sídlila prodejna nábytku a kuchyňského vybavení.

## Architektura
Budova synagogy byla vystavěna na obdélníkovém půdorysu, s mírně rozšířenou přední částí. Má tříosé průčelí, střední osa mírně předsunutá v podobě rizalitu, odlišená dvěma mohutnými pilastry. Průčelí je dvoupodlažní, patra jsou oddělena arkádovými vlysy. 
Vedle synagogy se nachází dvoupatrová, sedmiosá budova bývalé židovské školy. Nyní (2018) v ní působí restaurace.

## Galerie

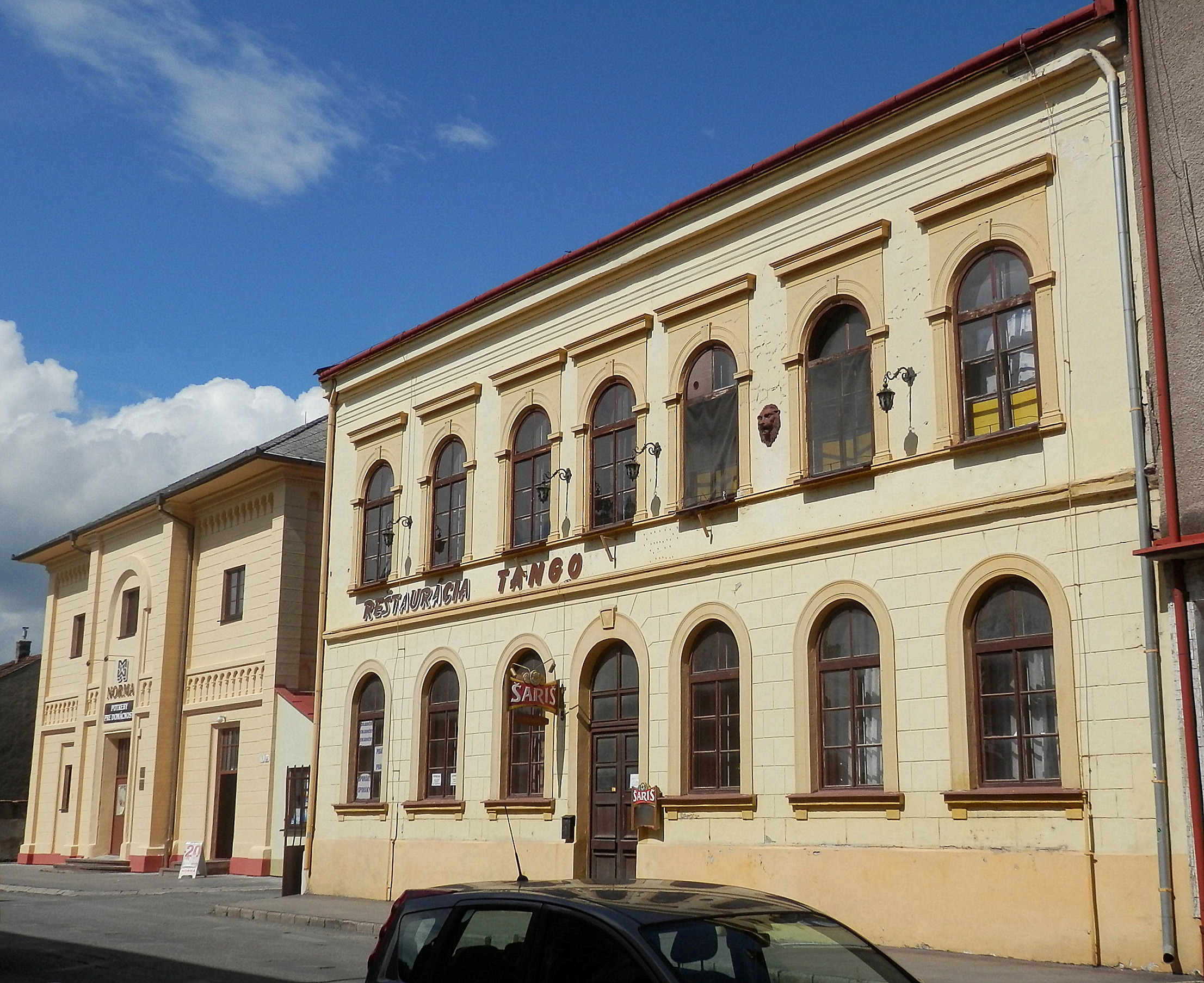
Reformní synagoga a židovská škola v Prešově
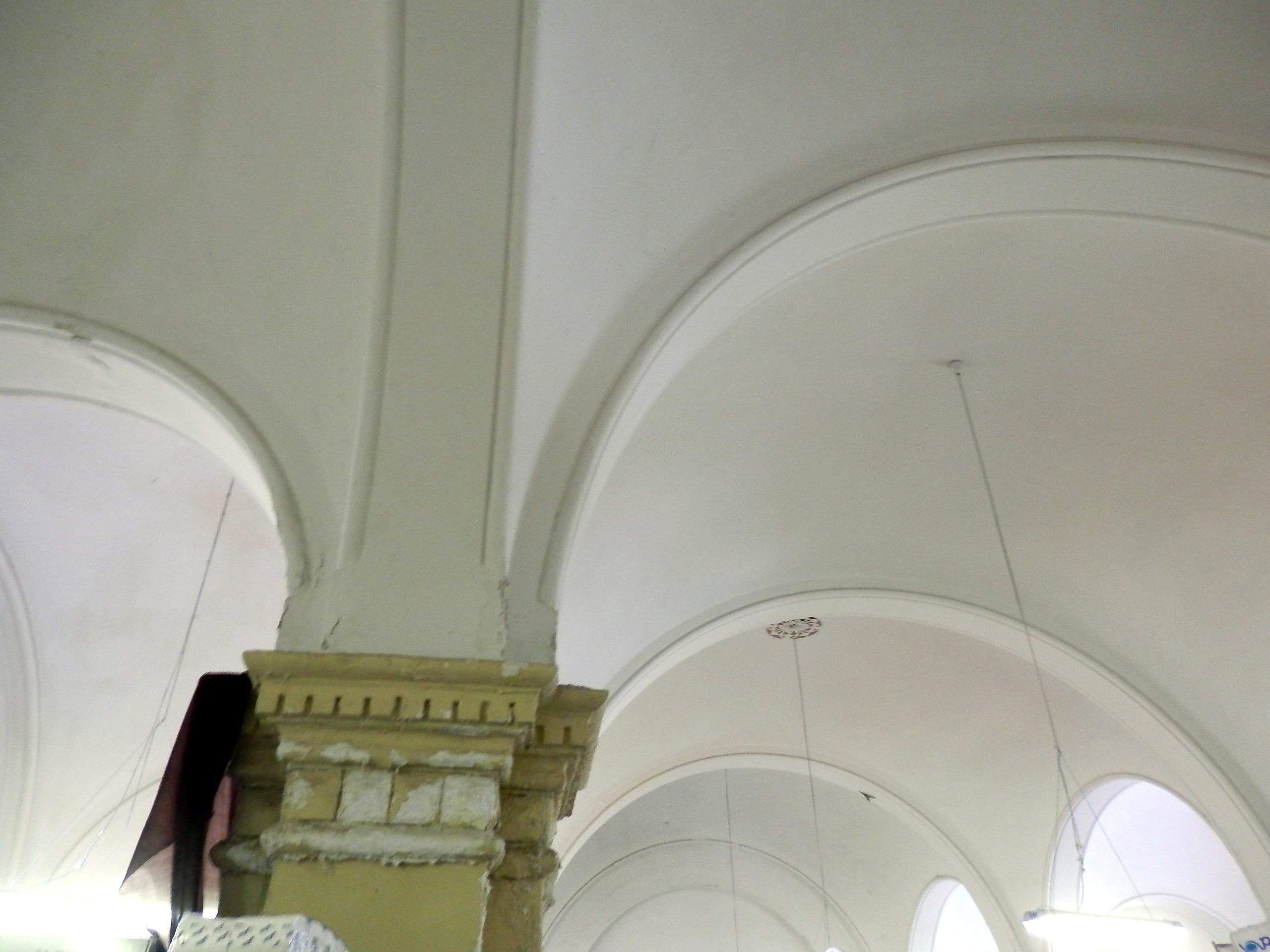
Klenby v interiéru synagogy
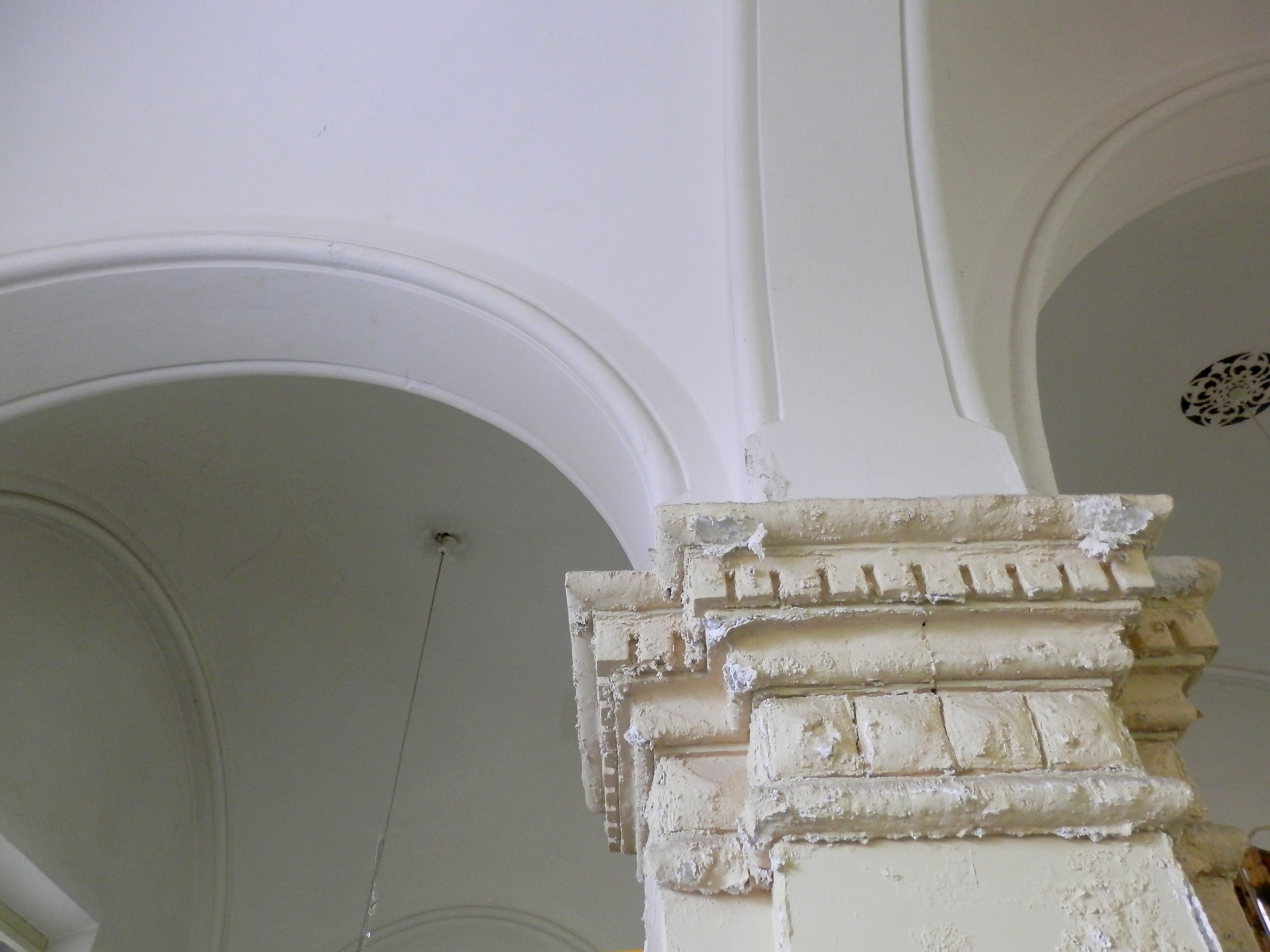
Klenby v interiéru synagogy